# Microdochium panattonianum
Microdochium panattonianum är en svampart som först beskrevs av Augusto Napoleone Berlese, och fick sitt nu gällande namn av B. Sutton, Galea & T.V. Price 1986. Microdochium panattonianum ingår i släktet Microdochium, ordningen kolkärnsvampar, klassen Sordariomycetes, divisionen sporsäcksvampar och riket svampar.   Inga underarter finns listade i Catalogue of Life.